# Pensjonat nad rozlewiskiem
Pensjonat nad rozlewiskiem – polski serial telewizyjny, będący szóstą serią przygód Małgorzaty, Barbary i Marysi. Premiera serialu odbyła się 27 lutego 2018 o godz. 21.35 w TVP1. Serial jest kontynuacją seriali telewizyjnych: Domu nad rozlewiskiem, Miłości nad rozlewiskiem, Życia nad rozlewiskiem, Nad rozlewiskiem oraz Ciszy nad rozlewiskiem.
Plenery: Ostróda.

## Obsada
- Joanna Brodzik - Małgorzata Jantar
- Piotr Grabowski - Konrad Jantar
- Olga Frycz - Maria Jantar-Milewicz
- Antoni Królikowski - Jakub Milewicz
- Anna Czartoryska-Niemczycka - Paulina Maj
- Adam Adamonis - Sławomir Maj
- Jerzy Schejbal - leśniczy Tomasz Zawoja
- Maria Pakulnis - aktorka Ewa Sztern
- Wojciec Droszczyński  - Henryk Piernacki
- Joanna Fertacz - Anna "Wrona" Wrońska
- Mariusz Czajka - Józef Wroński
- Marek Kałużyński - proboszcz Karol
- Irena Telesz-Burczyk - Róża, matka proboszcza
- Maciej Wierzbicki - organista Maciej Skwara
- Agnieszka Castellanos-Pawlak - Helena Jóźwiak
- Jarosław Borodziuk - Zabielski
- Alicja Cichowicz - Bronisława Maj
- Eryk Cichowicz - Ryszard Maj
- Julia Pogrebińska - fryzjerka Dagmara
- Irena Telesz-Burczyk - Róża Skwarna
- Dariusz Biskupski - Leopold Romanik
- Piotr Borowski - mecenas Wawrzecki
- Anna Lipnicka - Genogefa Romaniak
- Laura Breszka - Magdalena
- Sylwia Juszczak-Krawczyk - Mirosława
- Norbert Kaczorowski - Jóźwiak
- Krzysztof Kamiński - Zdzisław
- Mikołaj Krawczyk - Adam

## Lista odcinków
| Nr odcinka | Data premiery (TVP1) |
| ---------- | -------------------- |
| 1          | 27 lutego 2018       |
| 2          | 6 marca 2018         |
| 3          | 13 marca 2018        |
| 4          | 20 marca 2018        |
| 5          | 27 marca 2018        |
| 6          | 3 kwietnia 2018      |
| 7          | 10 kwietnia 2018     |
| 8          | 17 kwietnia 2018     |
| 9          | 15 maja 2018         |
| 10         | 22 maja 2018         |
| 11         | 29 maja 2018         |
| 12         | 5 czerwca 2018       |
| 13         | 12 czerwca 2018      |